# The Night Is Still Young
〈The Night Is Still Young〉은 록 가수 빌리 조엘이 그의 베스트 음반 《Greatest Hits - Volume I & II》에서 신곡으로 발표한 싱글이다. 이 곡은 그 음반의 두 번째 신곡으로, 첫 신곡은 미국 차트에서 9위에 달한 〈You're Only Human (Second Wind)〉이다. 〈The Night Is Still Young〉 싱글은 34위에 달했다. 이 곡은 《Greatest Hits》 디스크 2에 수록되었다. 
이 노래의 뮤직 비디오에서는 주로 아내를 두고 출장을 간 한 남자의 이야기를 다루고 있다. 이것은 노래 가사와 관련이 있는데, 가사는 자신의 우선 순위를 음악적 작업에서 벗어나 결혼 생활과 가족 생활로 옮겨가고 있는 한 남자에 관해 다루는 내용이다.
이 노래의 뮤직 비디오는 닐 타르디오가 제작했다.

## 곡에 참여한 사람들
- 빌리 조엘 - 리드 보컬, 키보드, 하모니카
- 존 맥커리 - 기타
- 더그 스테크마이어 - 베이스 기타
- 리버티 드비토 - 드럼
- 지미 브렐라워 - 퍼커션
- 데이빗 레볼트 - 신디사이저

## 차트
| 1985년                                | 순위 |
| ------------------------------------- | ---- |
| 호주 싱글 차트                        | 82   |
| 캐나다 싱글 차트                      | 48   |
| 미국 빌보드 핫 100                    | 34   |
| 미국 빌보드 핫 어덜트 컨템퍼레리 트랙 | 13   |

이 노래의 라이브 버전은 《12 Gardens》 CD 세트에 수록되었다.